# Zabriskie Point (accident geogràfic)
Zabriskie Point és un badland situat a la Vall de la Mort (Estat de Califòrnia) format per l'erosió causada per l'aigua. Es caracteritza per l'escassa vegetació i la roca de color marró daurat.
"Es va formar sobre una base de lutita (Furnace Creek Formation). Sediments de gra fi (llim i argila) s'anaren depositant en un dels llacs prehistòrics de la Vall de la Mort i més endavant foren enterrades per més sediments, que va ser comprimit i cimentat setmanalment per a formar la pedra blana anomenada lutita." Al voltant de Zabriskie Point hi ha les faldes formades per la Furnace Creek Formation.
Segons explica la revista Quo, joves hippies anualment acudeixen al badland per cobrir-se de fang sec en protesta contra la burgesia.